# Puy (Gipfel)
Puy (von lat. podium „Anhöhe“) ist in seiner ursprünglichen Bedeutung die französische Bezeichnung für die Form eines vulkanischen Berggipfels im Zentralmassiv. Diese Gipfel sind meist in Form eines Kegels oder einer Kuppel ausgebildet. 

Beispiele:
- Chaîne des Puys
- Puy de Dôme
- Puy Griou
- Puy Mary
- Puy de Sancy

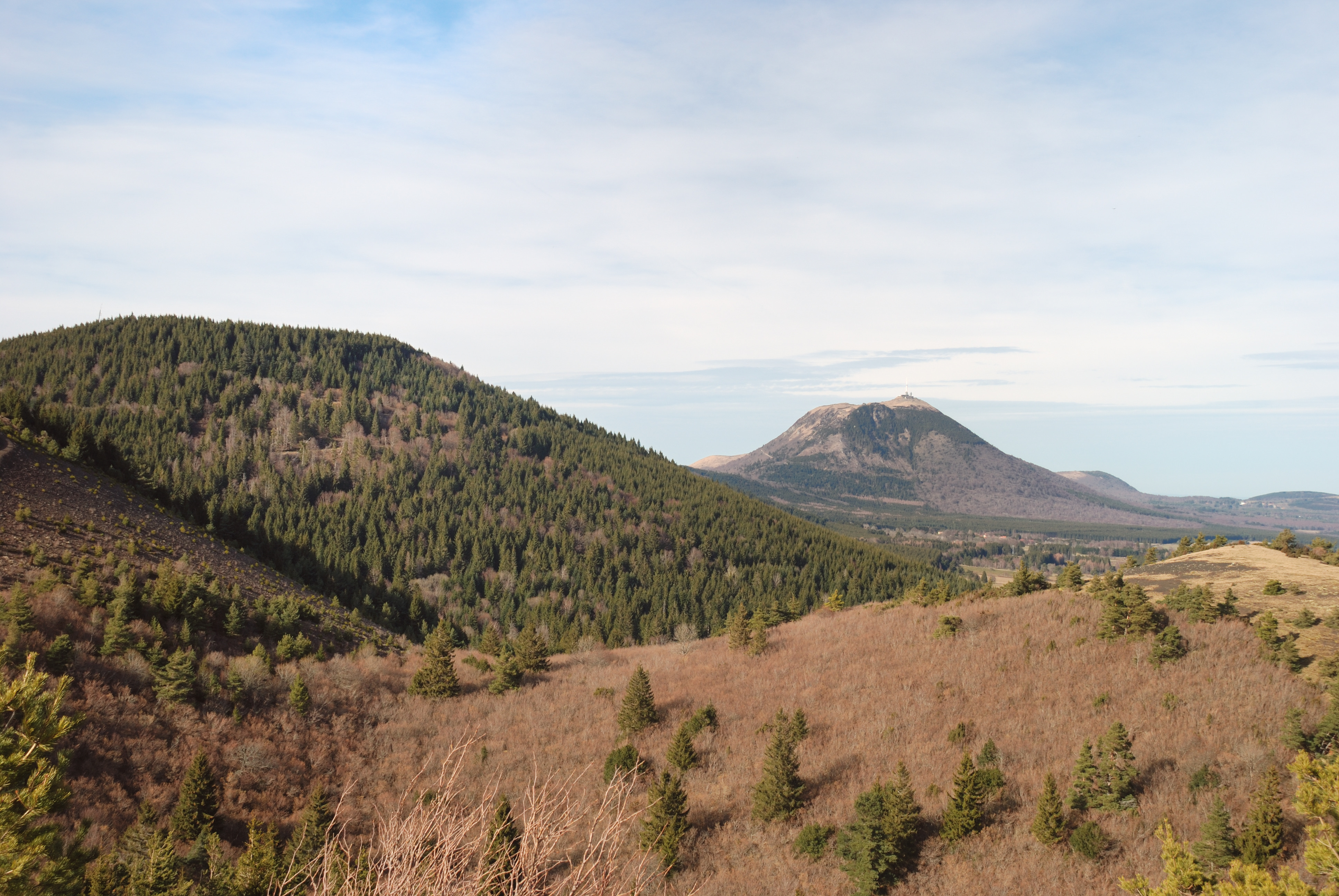
Puy de Mercœur – ein typischer Puy

Nach und nach hat sich aber eingebürgert, manche Gipfel, die ähnlich aussehen, aber nicht vulkanischen Ursprungs sind, ebenfalls als Puy zu bezeichnen.
Von solch markanten Bergformen hat sich naturgemäß eine Vielzahl von Orts-, Flur- und Eigennamen abgeleitet: